# Allika (Haapsalu)
Allika (Duits: Alliko) is een plaats in de Estlandse gemeente Haapsalu, provincie Läänemaa. De plaats heeft de status van dorp (Estisch: küla).
Tot in oktober 2017 behoorde Allika tot de gemeente Ridala. In die maand werd Ridala samengevoegd met de stad Haapsalu tot de gemeente Haapsalu.

## Bevolking
De ontwikkeling van het aantal inwoners blijkt uit het volgende staatje:
| Jaar            | 2011 | 2017 | 2019 | 2020 | 2021 |
| --------------- | ---- | ---- | ---- | ---- | ---- |
| Aantal inwoners | 8    | 13   | 15   | 12   | 9    |

## Ligging
De plaats ligt aan de Baai van Topu, een onderdeel van Väinameri, het deel van de Oostzee tussen de eilanden Muhu, Saaremaa, Hiiumaa en Vormsi en het Estische vasteland. 12 km ten noorden van Allika ligt de stad Haapsalu, de hoofdplaats van de gemeente. Bij het dorp horen ook een paar onbewoonde eilandjes voor de kust.

## Geschiedenis
Allika werd voor het eerst genoemd in 1582 onder de naam Alikar. In 1597 heette het dorp Hallicke By (by is Zweeds voor dorp) en in 1686 Hallick. Allika vormde onder de naam Hallick samen met Kiwidepäh (Kiideva), 5 km ten zuiden van Allika, een tijdlang één landgoed. In 1765 werden ze samen genoemd als Kiwidepaeh und Hallick. In 1796 was er sprake van een landgoed Hallik, maar in een inventarisatie van de landgoederen uit 1840 werd het niet meer vermeld. Kiwidepäh was al eerder, in 1782, als apart landgoed genoemd en bleef dat tot in 1919. Allika hoorde in de 19e en de vroege 20e eeuw bij het landgoed Berghof (Mäemõisa; het bestuurscentrum van dit landgoed lag in het huidige dorp Panga).
Tussen 1977 en 1997 maakte Allika deel uit van het zuidelijke buurdorp Tuuru.